# 51825 Davidbrown
51825 Davidbrown eller 2001 OQ33 är en asteroid i huvudbältet som upptäcktes den 19 juli 2001 av NEAT vid Palomar-observatoriet. Den är uppkallad efter den amerikanska astronauten David M. Brown som omkom i olyckan med rymdfärjan Columbia den 1 februari 2003.
Asteroiden har en diameter på ungefär 4 kilometer och den tillhör asteroidgruppen Eos.